# توماس كين
توماس هوارد كين (بالإنجليزية: Thomas Howard Kean)‏ هو رجل أعمال أمريكي ومسؤول أكاديمي وسياسي. كعضو في الحزب الجمهوري، شغل كين منصب الحاكم رقم 48 لنيوجيرسي من عام 1982 إلى عام 1990. بعد توليه منصب الحاكم، شغل كين منصب رئيس جامعة درو لمدة 15 عامًا، وتقاعد في عام 2005.

## أسرته
زوجته هي ديبورا باي من ويلمنغتون. لديهم أبناء: التوأم، توم وريد، وابنة تدعى الكسندرا. ويعيش كين في بدمينستر، نيو جيرسي.